# Jernej Presečnik
Jernej Presečnik (* 18. Januar 2002) ist ein slowenischer Skispringer.

## Werdegang
Presečnik, der für SSK Ljubno BTC startet, gab beim FIS-Schüler-Grand-Prix am 30. August 2014 in Ruhpolding sein internationales Debüt und belegte dabei den dritten Rang. Tags darauf wurde er zudem Zweiter im Mixed-Team in der Kategorie der Dreizehnjährigen. Am 4. März 2017 debütierte er in Hinterzarten im Skisprung-Alpencup, wo er als Siebter auf Anhieb in die Top 10 sprang. In den folgenden Jahren diente der Alpencup, eine Wettkampfserie für Junioren der OPA, als wichtiger Leistungsvergleich auf internationaler Ebene. Bei den Nordischen Skispielen der OPA 2018 im heimischen Planica wurde Presečnik Achter im Einzel und gewann darüber hinaus gemeinsam mit Jan Bombek, Žak Mogel und Rok Oblak die Goldmedaille im Team. Auch bei den Nordischen Junioren-Skiweltmeisterschaften 2019 in Lahti sprang er im Einzel auf den achten Platz, ehe er zwei Tage später gemeinsam mit Aljaž Osterc, Jan Bombek und Žak Mogel Dritter im Team wurde. Nachdem er in den darauffolgenden Wochen konstant in die Top 15 des Alpencups gesprungen war und dabei zweimal das Podest erreicht hatte, gab er zum Saisonabschluss sein Continental-Cup-Debüt im russischen Tschaikowski. Er erreichte an beiden Wettkampftagen die Punkteränge und schloss die Saison auf dem 105. Platz der Continental-Cup-Gesamtwertung sowie auf Rang fünf in jener des Alpencups ab.

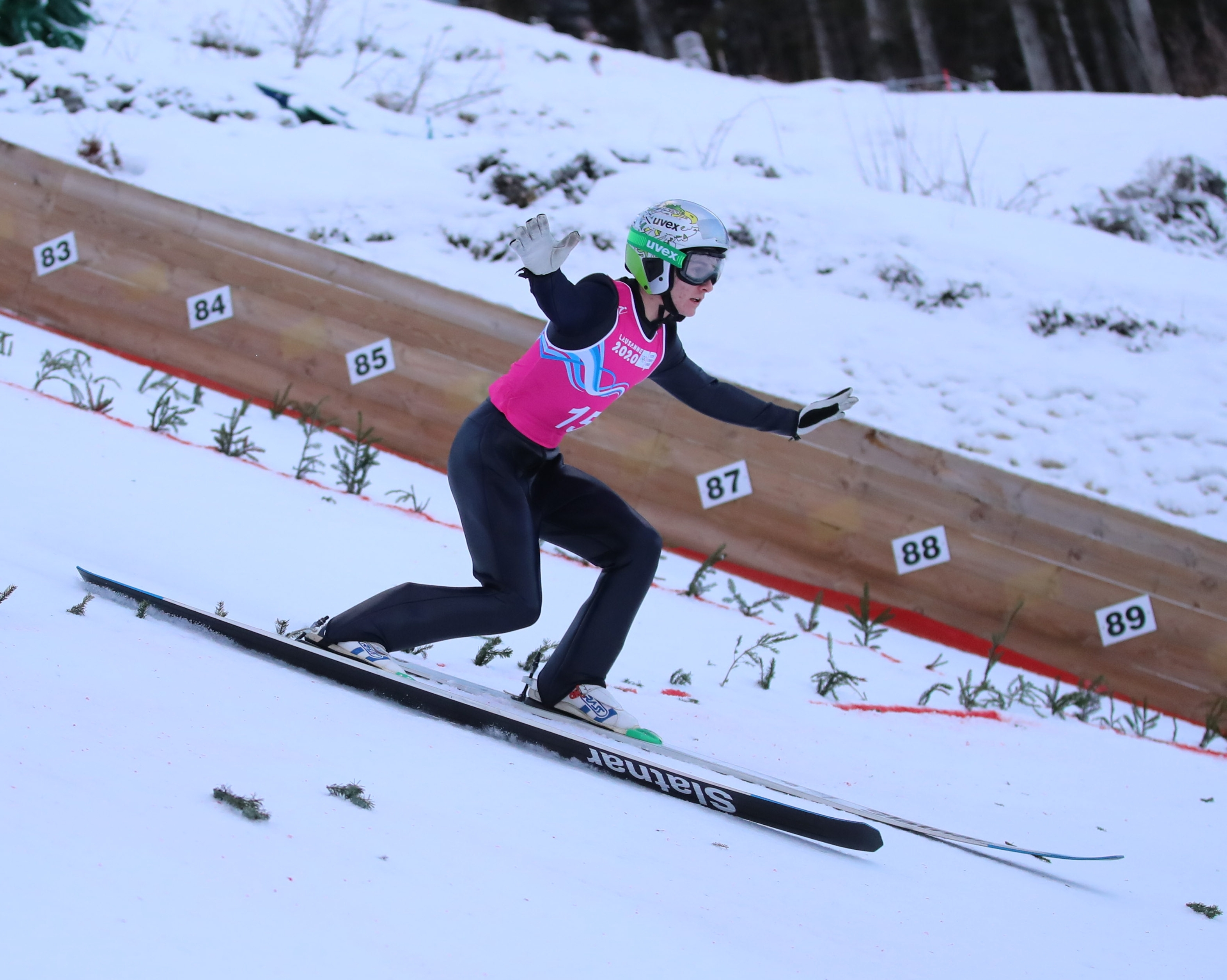
Presečnik bei den Olympischen Jugend-Winterspielen 2020

Zum Auftakt in den Sommer 2019 belegte Presečnik den zwölften und 18. Platz bei den Continental-Cup-Springen in Kranj. Im weiteren Verlauf des Sommers erreichte er konstant die Punkteränge des Continental Cups und erzielte sein erstes Top-10-Resultat mit dem sechsten Rang Mitte Juli in Schtschutschinsk. Anfang August gewann er darüber hinaus von seiner Heimschanze in Ljubno seinen ersten Wettbewerb im drittklassigen FIS Cup. Im Winter 2019/20 startete er ebenfalls im Continental Cup, wo ihm am zweiten Wettkampfwochenende in Ruka mit dem achten und elften Rang seine beiden besten Saisonergebnisse in dieser Wettkampfserie gelangen. Mitte Januar 2020 nahm er an den Olympischen Jugend-Winterspielen 2020 in Lausanne teil, wo er von der Normalschanze Les Tuffes Sechster wurde. Darüber hinaus belegte er im Nordic-Mixed-Team den fünften Platz. Nach seinen ersten beiden Alpencup-Siegen Anfang Februar in Planica nahm er rund einen Monat später erneut an den Nordischen Junioren-Skiweltmeisterschaften teil, die in diesem Jahr in Oberwiesenthal stattfanden. Im Einzel sprang er auf den 22. Platz, wohingegen er gemeinsam mit Žak Mogel, Jan Bombek und Mark Hafnar den Junioren-Weltmeistertitel im Team holte. Die Saison schloss er auf Rang 31 im Continental Cup, als Neunter im FIS Cup sowie als Achter im Alpencup ab.
Bei den slowenischen Meisterschaften im Dezember 2020 in Planica wurde Presečnik Vierzehnter sowie gemeinsam mit Timi Zajc, Žak Mogel und Jan Bombek Zweiter im Team. Nachdem er im FIS Cup und im Alpencup bereits mehrmals das Podium erreichen konnte, ging er am 16. Januar 2021 in Innsbruck erstmals in der Saison im Continental Cup an den Start. Zwar erreichte er bei beiden Wettkämpfen die Punkteränge, doch nahm er in den folgenden Wochen wieder an den niedrigeren Wettkampfserien teil. Bei den Nordischen Junioren-Skiweltmeisterschaften 2021 in Lahti belegte Presečnik den fünften Rang im Einzel. Tags darauf wurde er gemeinsam mit Žak Mogel, Jan Bombek und Rok Masle als Schlussspringer beim Teamspringen Zweiter. Daraufhin wurde er erstmals ins slowenische Weltcup-Team für die Wettbewerbe in Râșnov nominiert, wobei er von einer Wettkampfpause der slowenischen Spitzenathleten profitierte. Bei seinem Debüt sprang er direkt in die Punkteränge. Zum Saisonabschluss war er eigentlich als Teil der nationalen Gruppe für das Skifliegen in Planica vorgesehen, doch verhinderte eine Infektion mit dem Virus SARS-CoV-2 seinen Start. Die Saison beendete er daher ohne weitere Einsätze auf dem 71. Platz der Gesamtweltcupwertung.

## Statistik

### Weltcup-Platzierungen
| Saison  | Platz | Punkte |
| ------- | ----- | ------ |
| 2020/21 | 71.   | 03     |

### Grand-Prix-Platzierungen
| Saison | Platz | Punkte |
| ------ | ----- | ------ |
| 2022   | 72.   | 07     |

### Continental-Cup-Platzierungen
| Saison  | Sommer | Sommer | Winter | Winter | Gesamt | Gesamt |
| Saison  | Platz  | Punkte | Platz  | Punkte | Platz  | Punkte |
| ------- | ------ | ------ | ------ | ------ | ------ | ------ |
| 2018/19 | —      | —      | 136.   | 006    | 105.   | 006    |
| 2019/20 | 023.   | 188    | 043.   | 096    | 031.   | 284    |
| 2020/21 | —      | —      | 064.   | 026    | 068.   | 026    |
| 2021/22 | 016.   | 158    | —      | —      | 054.   | 158    |
| 2022/23 | —      | —      | 033.   | 160    | 042.   | 160    |
| 2023/24 | —      | —      | 057.   | 054    | 021.   | 094    |